# Wang Rongfen
Wang Rongfen (chinesisch 王容芬, Pinyin Wáng Róngfēn) (* 26. November 1945 in Beijing) ist eine deutsche Schriftstellerin chinesischer Herkunft. Als Dissidentin befand sie sich zwischen 1966 und 1979 in Untersuchungshaft und im Arbeitslager. Von 1980 bis 1988 war sie wissenschaftliche Mitarbeiterin, später Professorin an der Chinesischen Akademie der Wissenschaften. Seit 1989 lebt und arbeitet sie in Deutschland.

## Leben
Während ihres Germanistikstudiums in Beijing brach in China die Kulturrevolution aus, und Wang Rongfen empfand, dass sich der von Mao Zedong losgetretene Terror nicht sehr vom Alltag im deutschen Nationalsozialismus unterschied, über den sie viel gelesen hatte. Deshalb schrieb sie einen Protestbrief an Mao:

„Sehr geehrter Vorsitzender Mao Zedong,
denken Sie bitte im Namen eines Parteimitgliedes daran, was Sie jetzt tun. Denken Sie bitte im Namen der Partei daran, was es bedeutet, was jetzt geschieht. Denken Sie bitte im Namen des chinesischen Volkes daran, wohin Sie China führen werden. Die große Kulturrevolution ist keine Massenbewegung, sondern eine solche, bei der eine Person mit einem Gewehr in der Hand die Massen bewegt. Ich erkläre offiziell, dass ich heute aus dem kommunistischen Jugendverband Chinas austrete.
Es grüßt eine Studentin aus der Klasse IVa des Fachbereichs Germanistik der Osteuropäischen Fakultät der Fremdsprachen-Universität Peking.
Wang Rongfen
24.September 1966“

Wang rechnete mit einer drakonischen Strafe und wollte sich deshalb mit Gift das Leben nehmen. Zwar wurde sie vor dem Tod gerettet, jedoch für zwölf Jahre bei größten Misshandlungen in Untersuchungshaft und Arbeitslager gefangen gehalten. Dazu gehörte eine halbjährige Fixierung ihrer Hände auf dem Rücken, bis das Fleisch an den Handschellen festwuchs. Ihre Nahrung musste sie wie ein Tier vom Boden essen. Nach zehn Jahren Untersuchungshaft wurde Wang zu einer lebenslänglichen Gefängnisstrafe verurteilt. Mit Maos Tod änderte sich ihre Situation und sie wurde rehabilitiert. Bald konnte sie an der Chinesischen Akademie der Wissenschaften als Wissenschaftlerin bzw. Professorin arbeiten.
Ihre wissenschaftliche Arbeit beschäftigte sich mit den Werken von Max Weber, dessen Texte sie ins Chinesische übersetzte.
Ihre Ausreise zum Zweck eines Kongresses führte sie nach Deutschland, wo sie ihre neue Heimat fand, zahlreiche Arbeiten publizierte und schließlich in Soziologie über Max Weber („Cäsarismus und Machtpolitik“) promovierte. Anfangs lebte sie von Einkünften als Dolmetscherin. Später, bis zu ihrer Pensionierung, wirkte sie als wissenschaftliche Mitarbeiterin im Statistischen Bundesamt.

## Literarische Arbeiten
Wichtige literarische Arbeiten stammen aus ihrer Feder, wie etwa eine aus den Werken „Suiren“ (燧人, Feuerfrau), „Paoxi“ (庖牺, Bäuerin) und „Youchao“ (有巢, Architektin) bestehende, vom Pekinger Verlag Zhongyang bianyi chuban she (Central Compilation & Translation Press) 2017 publizierte „Taigu zuyin“ (太古足音, „Trilogie der Matriarcha“), in der sie sich einer historische Kulturbetrachtung Chinas widmet. Wie das Vorwort zu Paoxi offenbart, wendet sich Wang darin polemisch gegen Maos Klassenkampf.
Mit Xu Hongbin (徐鸿宾) schrieb sie das 1998 erschienene Buch „E zhi hua - Dupin shijie tanxun“ (恶之花: 毒品世界探寻 , „Blume des Bösen – eine Forschung über die Drogenwelt“).
Ihr in Deutschland erschienener Roman „Steinway“ thematisiert Maos grausame Serie blutiger Verfolgungskampagnen. Das Werk ist ihre erste literarische Veröffentlichung auf Deutsch.
Vergleicht man die Schilderungen aus dem Artikel, der 1991 über Wangs Leben publiziert wurde, mit einer Passage ihres Buches, so stellt man autobiographische Elemente fest:
Elke Wandel in taz: „Sechs Monate lang hat Wang Rongfen so auf dem nackten Boden ihrer Zelle gelegen, sechs Monate lang das ihr hingeworfene Stück Maisfladen vom Boden gefressen — wie ein Tier. Sechs Monate lang hat sie sich nicht waschen können, sich nicht kratzen, wenn sie von Läusen geplagt wurde, weder Urin noch Kot noch ihr Menstruationsblut wegwischen können. Als die Gefängnisleitung schließlich ihre Entfesselung anordnet, sind die Metallringe bereits mit ihrem Fleisch fest verwachsen. Mit Gewalt werden die Fesseln von den Handgelenken gerissen; es klebt ihr Fleisch dran, ihr Blut. Diese gespenstische Szene spielt sich im Winter in einem kleinen Gefängnisbüro ab. Ein Wärter wirft die Metallringe in den Ofen; es riecht nach Menschenfleisch.“
Passage aus „Steinway“: „Die Gruppenwärterin nahm ihr die Fußfesseln ab. Die Handfesseln waren verrostet, ins Fleisch eingewachsen und nicht abzukriegen. »Spart euch die Mühe«, sagte ein Soldat, »wenn das im Ofen gebrannt hat, sind’s neue Handschellen. Muss man dann vom Krematorium zurückverlangen.«“

## Systemkritikerin
Mehrfach hat Wang Rongfen die Verhältnisse in China kritisiert, wie etwa die Person Mao Zedongs oder das chinesische Justizwesen im Fall des angeblichen Mörders Yang Jia.

## Familie
Wang Rongfen ist mit dem Arzt Xu Hongbin verheiratet und hat eine Tochter.

## Werke
- Cäsarismus und Machtpolitik. Eine historisch - bibliographische Analyse von Max Webers Charismakonzept. Duncker & Humblot, Berlin 1997. ISBN 3-428-09079-9.
- Erziehung durch die Großeltern und Kindespietät als spezielle Funktionen der traditionellen chinesischen Familie. ZA-Information / Zentralarchiv für Empirische Sozialforschung, 18, 1986, Mannheim, S. 67–74.
- Taigu zuyin (太古足音, Trilogie der Matriarcha). Zhongyang bianyi chuban she, Beijing 2017. ISBN 978-7-5117-3210-1.
- Mit Xu Hongbin: E zhi hua – Dupin shijie tanxun (恶之花: 毒品世界探寻 , „Blume des Bösen – eine Forschung über die Drogenwelt“). Zhongguo Renmin Daxue chuban she, Beijing 1998. ISBN 978-7-300-02645-9.
- Steinway. Aus dem Chinesischen von Lao Men. Matthes & Seitz, Berlin 2022. ISBN 978-3-7518-0091-4.